# Francisco Pulgar Vidal

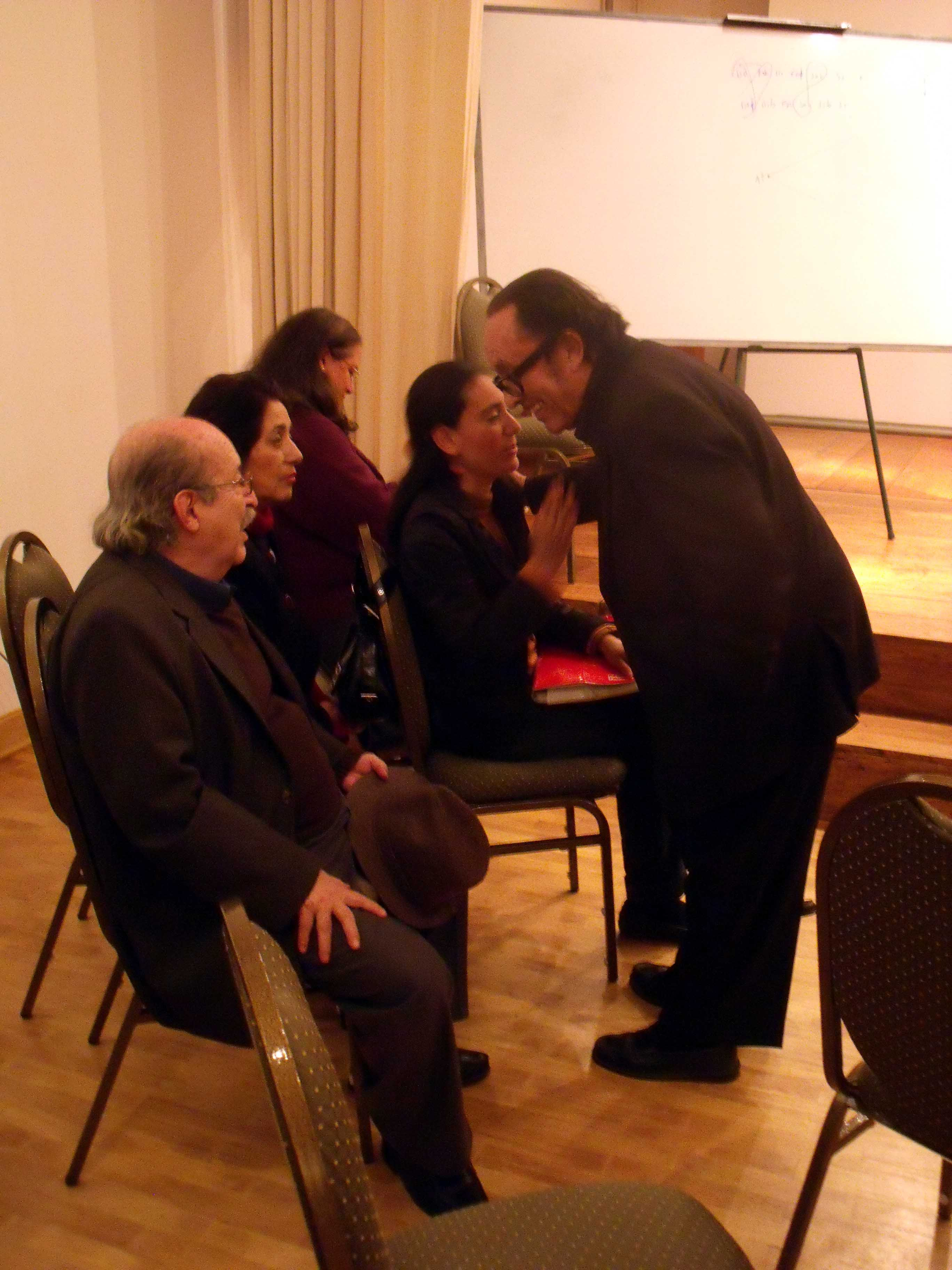
V. l. n. r. Francisco Pulgar Vidal, Margarita Ludeña, Mabel García und Edgar Valcárcel

Francisco Bernardo Pulgar Vidal (* 12. März 1929 in Huánuco; † 17. Januar 2012 in Lima) war ein peruanischer Komponist.
Pulgar Vidal studierte in Lima bei Andrés Sas Orchassal und in Bogotá bei Roberto Pineda Duque und wirkte dann als Lehrer, später Professor am Konservatorium von Lima. Er komponierte vier Sinfonien, eine Orchestersuite, Sinfonische Strukturen und weitere Werke für Orchester, Kammermusik, eine Inka-Kantate, Chorwerke und Lieder.

## Werke
- Cuarteto N°1, 1953
- Tres poemas líricos para coro, 1955
- Sonata para piano, 1958
- Paco Yunque piano, 1960
- Sonata en 6 para violín y piano, 1967
- Chulpas, Sinfonie, 1968
- Cantata Apu Inqa, 1970
- 7 suites para piano, 1972
- Bárroco criollo para orquesta, Sinfonie, 1978
- 10 vallejianas para soprano y coro, 1990
- Sinfonía Nasca, 1995
- Sinfonía Taki-Bach para orquesta de cuerdas, 1998